# Christine (film)

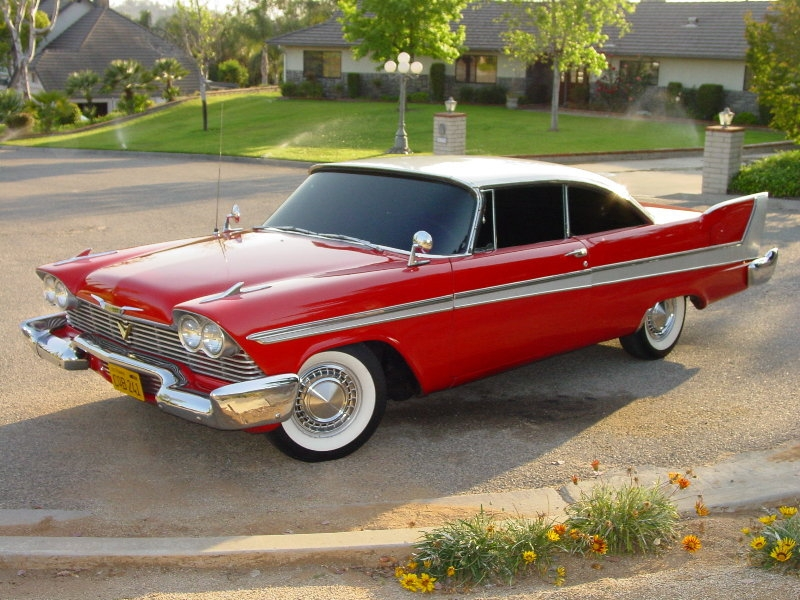
1958 Plymouth Fury – egzemplarz użyty w filmie

Christine – horror produkcji amerykańskiej z 1983 roku w reżyserii Johna Carpentera.

## Fabuła
Film, nakręcony na podstawie powieści Stephena Kinga pod tym samym tytułem, opowiada o miłości nastolatka do eleganckiego, lecz drapieżnego samochodu. Auto zabija każdego, kto  mógłby stanąć pomiędzy nimi. Powodowany typowo ludzkimi uczuciami, takimi jak zazdrość lub chęć zemsty.

## Obsada
- Keith Gordon – Arnie Cunningham
- John Stockwell – Dennis Guilder
- Alexandra Paul – Leigh Cabot
- Robert Prosky – Will Darnell
- Harry Dean Stanton – Rudolph Junkins
- Christine Belford – Regina Cunningham
- Roberts Blossom – George LeBay
- Stuart Charno – Don Vandenberg
- Kelly Preston – Roseanne